# ビーム・シング (メーワール王)
ビーム・シング（Bhim Singh, 1768年3月10日 - 1828年3月30日）は、北インドのラージャスターン地方、メーワール王国及びウダイプル藩王国の君主（在位：1778年 - 1828年）。

## 生涯

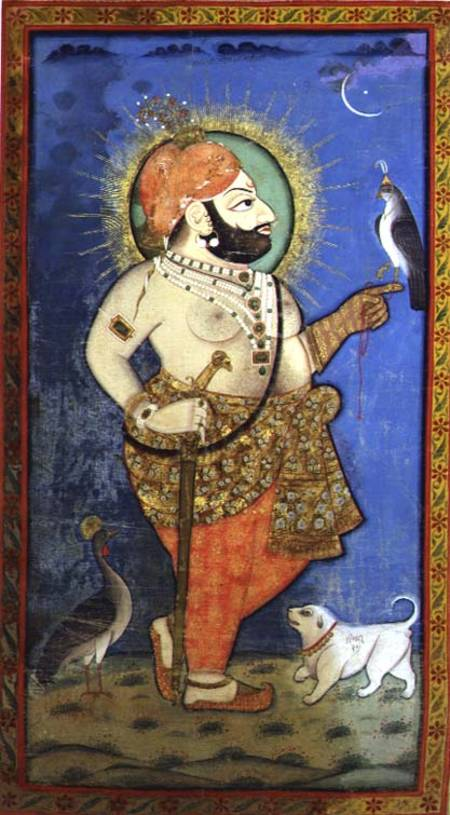
ビーム・シング

1768年3月10日、メーワール王国の君主アリ・シング2世の息子として、ウダイプルで誕生した。
1778年1月、兄王ハミール・シング2世が死亡したことにより、王位を継承した。
ビーム・シングの治世はじつに50年に渡った。即位当初は幼少であったため、有力な廷臣らの影響下にあった。また、マラーター勢力が貢納金の未払いを理由に攻め込み、一時はチットールガルまで来たりした。彼の治世はマラーターに領土を奪われたり、荒廃させられたりはしたものの、王国を守り抜くことに成功している。
1818年1月13日、第三次マラーター戦争のさなか、メーワール王国はイギリスと軍事保護条約を締結し、ウダイプル藩王国となった。
1828年3月30日、ビーム・シングは治世50年目にウダイプルで死亡し、息子のジャワーン・シングが藩王位を継承した。